# Canarino impertinente
Canarino impertinente (The Wayward Canary) è un cortometraggio animato del 1932 diretto da Burt Gillett; uscì negli Stati Uniti il 12 novembre 1932.